# 체리블렛
체리블렛(영어: Cherry Bullet, 일본어: チェリーバレット 체리바렛토[*])은 2019년 1월 21일에 데뷔한 9인조 걸 그룹이다. 그룹명 '체리블렛'은 체리(Cherry)와 총알(Bullet)이라는 대조되는 이미지를 합친 단어로, 체리처럼 사랑스러우면서도 에너제틱한 매력으로 대중들의 마음을 저격할 걸 그룹이라는 의미를 담았다.

## 이전 구성원
| 이름   | 소개 |
| ------ | --- |
| 해윤   | - 본명 : 박해윤 - 생년월일 : 1996년 1월 10일(29세) - 출생지 : 대한민국 전라남도 순천시                                       |
| 유주   | - 본명 : 최유주 - 생년월일 : 1997년 3월 5일(28세) - 출생지 : 대한민국 경기도 고양시                                          |
| 보라   | - 본명 : 김보라 - 생년월일 : 1999년 3월 3일(26세) - 출생지 : 대한민국 광주광역시 광산구                                      |
| 지원   | - 본명 : 허지원 - 생년월일 : 2000년 9월 4일(24세) - 출생지 : 대한민국                                                        |
| 레미   | - 본명 : 카츠노 리세 (일본어: 勝野 莉世 かつの りせ[*]) - 생년월일 : 2001년 4월 26일(24세) - 출생지 : 일본 도쿄도            |
| 채린   | - 본명 : 박채린 - 생년월일 : 2002년 3월 13일(23세) - 출생지 : 대한민국 경기도 고양시                                         |
| 메이   | - 본명 : 히로카와 마오 (일본어: 廣川 茉音 ひろかわ まお[*]) - 생년월일 : 2004년 11월 16일(20세) - 출생지 : 일본 도쿄도       |
| 미래   | - 본명 : 김경주 - 생년월일 : 1998년 3월 26일(27세) - 출생지 : 대한민국 부산광역시                                            |
| 코코로 | - 본명 : 카토 코코로 (일본어: 加藤 心 かとう こころ[*]) - 생년월일 : 2000년 11월 1일(24세) - 출생지 : 일본 아이치현 나고야시 |
| 린린   | - 본명 : 黃姿婷 (Huáng Zī Tíng) - 생년월일 : 2003년 7월 5일(21세) - 출생지 : 중화민국                                        |

## 음반 목록

### 싱글
| 순서 | 음반 정보                                          | 트랙 리스트                                                          |
| ---- | -------------------------------------------------- | -------------------------------------------------------------------- |
| 1    | Let's Play Cherry Bullet - 발매일: 2019년 1월 21일 | 1. Q&A 2. VIOLET 3. 눈에 띄네                                        |
| 2    | LOVE ADVENTURE - 발매일: 2019년 5월 22일           | 1. 네가 참 좋아(Really Really) 2. 탁구공(ping pong) 3. 발그레(ruddy) |

### 디지털 싱글
| 순서 | 음반 정보                                            | 트랙 리스트                  |
| ---- | ---------------------------------------------------- | ---------------------------- |
| 1    | 무릎을 탁 치고 (Hands up) - 발매일 : 2020년 2월 11일 | 1. 무릎을 탁 치고 (Hands up) |
| 2    | 알로하오에 (Aloha Oe) - 발매일 : 2020년 8월 6일      | 1. 알로하오에 (Aloha Oe)     |

### EP
| 순서 | 음반 정보                              | 트랙 리스트 |
| ---- | -------------------------------------- | --- |
| 1    | Cherry Rush - 발매일 : 2021년 1월 20일 | 1. Love So Sweet 2. 라팜파 (Follow Me) 3. 폼나게 (Keep Your Head Up) 4. 멋대로 해 (Whatever) 5. 종소리 (Ting-a-ring-a-ring) |
| 2    | Cherry Wish - 발매일 : 2022년 3월 2일  | 1. Love In Space 2. Broken 3. Hiccups 4. 닿을까 말까 (KKa KKa) 5. My Boo                                                    |
| 3    | Cherry Dash - 발매일 : 2023년 3월 7일  | 1. P.O.W!(Play On The World) 2. Whistle Like That 3. Cloud Nine 4. Queen 5. 겨울 별(A Winter Star)                          |

## 음반 외 활동

### 방송 출연
| 방송사     | 제목                                                                        | 출연자           | 역할          | 기간                              | 참고          |
| ---------- | --------------------------------------------------------------------------- | ---------------- | ------------- | --------------------------------- | ------------- |
| Mnet       | 인싸채널 체리블렛                                                           | 체리블렛         |               | 2018년 11월 28일 ~ 2019년 1월 9일 | 데뷔 리얼리티 |
| MBC every1 | 대한외국인                                                                  | 코코로           | 외국인 참가자 | 2019년 1월 30일                   | 게스트 출연   |
| MBC        | 2019 설특집 아이돌스타 육상 볼링 양궁 리듬체조 승부차기 선수권 대회         | 체리블렛         | 참가자        | 2019년 2월 5일 ~ 2월 6일          |               |
| JTBC       | 아이돌룸                                                                    | 코코로, 린린     | 게스트        | 2019년 4월 16일                   |               |
| MBC        | 2019 추석특집 아이돌스타 선수권대회                                         | 체리블렛         | 참가자        | 2019년 9월 12일 ~ 9월 13일        |               |
| tvN        | V-1                                                                         | 해윤, 보라       | 참가자        | 2019년 9월 13일 ~ 9월 15일        |               |
| MBC        | 2020 설특집 아이돌스타 육상 양궁 승부차기 씨름 e스포츠 승마 투구 선수권대회 | 체리블렛         | 참가자        | 2020년 1월 24일 ~ 1월 27일        |               |
| Mnet       | 걸스 플래닛 999                                                             | 지원, 보라, 메이 | 참가자        | 2021년 8월 6일 ~ 2021년 10월 23일 |               |
| MBC every1 | 《대한외국인》                                                              | 체리블렛         | 게스트        | 2022년 3월 2일                    |               |
| KBS2       | 《불후의 명곡》                                                             | 해윤, 보라, 채린 | 게스트        | 2022년 4월 23일                   |               |
| LG U+      | 《아돌라스쿨》                                                              | 체리블렛         | 게스트        | 2022년 5월 4일                    |               |
| Mnet       | 《퀸덤 퍼즐》                                                               | 보라, 지원, 채린 | 고정출연      | 2023년 6월 13일 ~                 |               |

## 라디오
- 2019년 SBS 러브FM 《송은이, 김숙의 언니네 라디오》 - 게스트 (체리블렛) (2019년 1월 26일 방송분 출연)
- 2019년 KBS Cool FM 《가요광장》 - 게스트 (미래, 지원) (2019년 1월 27일 방송분 출연)
- 2019년 SBS 파워FM 《두시탈출 컬투쇼》 - 게스트 (체리블렛) (2019년 1월 27일 방송분 출연)
- 2019년 MBC 표준FM 《아이돌 라디오》 - 게스트 (체리블렛) (2019년 1월 30일 방송분 출연)
- 2019년 MBC 표준FM 《별이 빛나는 밤에》 - 게스트 (해윤, 보라) (2019년 2월 6일 방송분 출연)
- 2019년 KBS Cool FM 《볼륨을 높여요》 - 게스트 (해윤, 미래, 지원) (2019년 2월 7일 방송분 출연)
- 2019년 MBC FM4U 《2시의 데이트》 - 게스트 (체리블렛) (2019년 2월 13일 방송분 출연)
- 2019년 EBS FM 《인피니트 성종의 미드나잇 블랙》 - 게스트 (체리블렛) (2019년 2월 21일 방송분 출연)
- 2019년 SBS 파워FM 《영스트리트》 - 게스트 (해윤, 유주, 채린) (2019년 2월 25일 방송분 출연)
- 2019년 SBS 파워FM 《러브게임》 - 게스트 (보라, 채린) (2019년 3월 2일 방송분 출연)
- 2019년 MBC 표준FM 《아이돌 라디오》 - 게스트 (해윤) (2019년 4월 26일 방송분 출연)
- 2019년 MBC 표준FM 《아이돌 라디오》 - 게스트 (체리블렛) (2019년 5월 30일 방송분 출연)
- 2019년 tbs eFM 《우상적 품격》 - 게스트 (미래, 채린, 린린) (2019년 6월 16일 방송분 출연)
- 2019년 KBS Cool FM 《가요광장》 - 게스트 (해윤, 보라) (2019년 6월 21일 방송분 출연)
- 2019년 MBC 표준FM 《이윤석, 신아영의 좋은 주말》 - 게스트 (체리블렛) (2019년 6월 30일 방송분 출연)
- 2019년 tbs eFM Men On Air tbs 에스플렉스 센터 방송 플라자 (공개녹화, 체리블렛) (2019년 7월 4일 방송분 출연)
- 2019년 SBS 러브FM 특집 공개방송 《러브 콘서트 IN 정읍》 - 게스트 (체리블렛) (2019년 10월 20일)
- 2020년 MBC FM4U 《정오의 희망곡》 - 게스트 (지원) (2020년 2월 18일 방송분 출연)
- 2020년 MBC FM4U 《두시의 데이트》 - 게스트 (체리블렛) (2020년 2월 18일 방송분 출연)
- 2020년 네이버 NOW 《헤이즈의 일기》 - 게스트 (체리블렛) (2020년 2월 18일 방송분 출연)
- 2020년 네이버 NOW 《하성운의 심야 아이돌》 - 게스트 (체리블렛) (2020년 2월 21일 방송분 출연)
- 2020년 KBS Cool FM 《볼륨을 높여요》 - 게스트 (보라, 채린) (2020년 2월 28일 방송분 출연)
- 2020년 SBS 파워FM 《두시탈출 컬투쇼》 - 게스트 (체리블렛) (2020년 3월 1일 방송분 출연)
- 2020년 SBS 파워FM 《영스트리트》 - 게스트 (유주, 보라, 채린) (2020년 3월 1일 방송분 출연)
- 2020년 MBC 표준FM 《아이돌 라디오》 - 게스트 (지원, 채린) (2020년 3월 14일 방송분 출연)
- 2020년 SBS 파워FM 《배성재의 텐》 - 게스트 (해윤, 채린) (2020년 3월 15일 방송분 출연)
- 2020년 MBC 표준FM 《아이돌 라디오》 - 게스트 (체리블렛) (2020년 8월 13일 방송분 출연)
- 2020년 네이버 NOW 《어벤걸스》 - 게스트 (체리블렛) (2020년 8월 13일 방송분 출연)
- 2020년 MBC FM4U 《정오의 희망곡》 - 게스트 (유주, 지원) (2020년 8월 18일 방송분 출연)
- 2020년 MBC 표준FM 《아이돌 라디오》 - 게스트 (체리블렛) (2020년 8월 20일 방송분 출연)
- 2020년 SBS 파워FM 《배성재의 텐》 - 게스트 (유주, 보라) (2020년 8월 30일 방송분 출연)
- 2020년 네이버 NOW 《어벤걸스》 - 게스트 (채린) (2020년 12월 10일 방송분 출연)
- 2021년 KBS Cool FM 《키스 더 라디오》 - 게스트 (체리블렛) (2021년 1월 24일 방송분 출연)
- 2021년 SBS 파워FM 《배성재의 텐》 - 게스트 (해윤, 채린, 메이) (2021년 1월 27일 방송분 출연)
- 2021년 MBC FM4U 《정오의 희망곡》 - 게스트 (유주, 지원) (2021년 1월 28일 방송분 출연)
- 2021년 SBS 파워FM 《러브게임》 - 게스트 (해윤, 채린) (2021년 1월 30일 방송분 출연)
- 2021년 SBS 파워FM 《영스트리트》 - 게스트 (해윤, 유주, 지원, 채린) (2021년 2월 4일 방송분 출연)
- 2021년 네이버 NOW 《소문의 아이들》 - 게스트 (지원) (2021년 2월 16일 방송분 출연)
- 2021년 네이버 NOW 《아지트》 - 게스트 (메이) (2021년 5월 3일 방송분 출연)

## 드라마
- 2020년 유튜브 화목드라마 《반예인》 - 은하 역 (보라)
- 2020년 네이버 tvcast 《연애혁명》 - 특별출연 (채린)
- 2020년 네이버 tvcast 《유튜버 클라쓰》 - 하올 역 (채린)
- 2021년 네이버 tvcast  화목드라마 《오늘부터 계약연애》 - 성한나 역 (유주)
- 2021년 유튜브 수토드라마 《첫번째 열일곱》 - 천소망 역 (채린)
- 2021년 KBS1 일일드라마 《국가대표 와이프》 - 공주아 역 (1회 ~ 36회까지 출연) (유주)
- 2021년 유튜브 월목드라마 《달고나 시즌2 : 비정규직 열여덟》 - 오수아 역 (채린)
- 2021년 카카오TV 《징크스》 - 자영 역 (보라)
- 2021년 카카오TV 《징크스》 - 수진 역 (유주)
- 2021년 유튜브 화목드라마 《하트웨이》 - 한지안 역 (지원)
- 2022년 웹드라마 《나의 X같은 스무살》 - 강소원 역 (유주)
- 2022년 tvN 주말드라마 《슈룹》 - 어린 임화령 역 (김혜수 아역)
- 2023년 tvN 주말드라마 《판도라: 조작된 낙원》 - 어린 오영/홍태라 역 (이지아 아역, 채린)

### 광고
| 연도 | 기업명             | 브랜드명        | 분류         | 출연           |
| ---- | ------------------ | --------------- | ------------ | -------------- |
| 2017 | (주)스마트에프앤디 | 스마트          | 교복         | 유주, 지원     |
| 2018 | 아이더             | 아이더          | 아웃도어     | 지원           |
| 2019 | (주)스마트에프앤디 | 스마트          | 교복         | 체리블렛       |
| 2020 | (주)공차코리아     | 공차 (Goog Cha) | 밀크티, 홍차 | 지원, SF9 로운 |

## 뮤지컬
- 2021년 《클림트》 - 에밀리 역 (2021.10.12 ~ 2022.3.1 서울숲 갤러리아포레 G층 전용관) (해윤)
- 2022년 《클림트》 - 에밀리 역 (2022.5.3 ~ 2022.7.17 서울숲 갤러리아포레 G층 전용관) (해윤)